# EuroGames
EuroGames (nebo taky Eurogames) je evropská LGBT sportovní událost, kterou pořádá Evropská gay a lesbická sportovní federace (European Gay And Lesbian Sport Federation). Podobně jako Gay Games je tato sportovní událost otevřená pro všechny bez ohledu na věk, pohlaví, sexuální orientaci nebo fyzické schopnosti. EuroGames se dělí na tzv. velké a malé. Velké se většinou konají jednou za 4 roky a malé v ostatních letech, které jsou určeny pro 3000 sportovců. Soutěží se ve fotbalu, volejbalu, basketbalu, tenisu, plavání, tanci a některých dalších disciplínách, ale také exotičtějších sporte, jako jsou řadové tance (line dance), cheerleading, aerobik nebo synchronizované plavání mužů a ženami.
Kromě sportovních úspěchů v gay a lesbické komunitě je účelem EuroGames dosahování dalších cílů:
- boj proti diskriminaci v oblasti sportu na základě sexuální orientace,
- podpora integrace a emancipace gayů a lesbických žen ve sportu,
- aktivizace a podpora výskytu otevřeně homosexuálních sportovců a lesbických sportovkyň,
- podpora vytváření nových gay, lesbických, heterosexuálních nebo smíšených sportovních skupin.

## Přehled pořadatelů
| Poř. | Rok  | Město                 | Datum                    | Počet sportovců | Počet států | Počet sportů |
| ---- | ---- | --------------------- | ------------------------ | --------------- | ----------- | ------------ |
| 1.   | 1992 | Haag                  |                          | 300             | 5           | 4            |
| 2.   | 1993 | Haag                  |                          | 540             | 8           | 6            |
| 3.   | 1995 | Frankfurt nad Mohanem |                          | 2000            | 13          | 10           |
| 4.   | 1996 | Berlín                | 16. - 19. května         | 3400            | 18          | 17           |
| 5.   | 1997 | Paříž                 | 20. - 23. června         | 2000            | 18          | 17           |
| -    | 1999 | Manchester            | zrušeno                  | zrušeno         | zrušeno     | zrušeno      |
| 6.   | 2000 | Curych                | 1. - 3. června           | 4500            |             | 19           |
| 7.   | 2001 | Hannover              | 2. - 5. srpna            | 1500            |             | 7            |
| 8.   | 2003 | Kodaň                 | 29. května - 1. června   | 2200            |             | 7            |
| 9.   | 2004 | Mnichov               | 29. července - 1. srpna  | 5533            | 38          | 26           |
| 10.  | 2005 | Utrecht               | 16. - 19. června         | 2855            | 44          | 9            |
| 11.  | 2007 | Antverpy              | 12. - 15. července       | 3650            | 28          | 12           |
| 12.  | 2008 | Barcelona             | 24. - 27. července       | 5300            | 40          | 25           |
| 13.  | 2011 | Rotterdam             | 20. - 24. července       |                 |             | 26           |
| 14.  | 2012 | Budapešť              | 27. června - 1. července |                 |             |              |
| 15.  | 2015 | Stockholm             | 5. - 9. srpna            | 4465            | 71          | 28           |
| 16.  | 2016 | Helsinky              | 29. června - 2. července | 1400            | 40          | 14           |
| 17.  | 2019 | Řím                   | 11.-13. července         | 2275            |             | 12           |
| 18.  | 2020 | Düsseldorf            | 5. - 9. srpna            |                 |             |              |